# USS Stark (FFG-31)
USS Stark (FFG-31) — фрегат Военно-морских сил США типа «Оливер Хазард Перри» (проект SCN 207/2081). Заложен судостроительной корпорацией Todd Pacific Shipyards 24 августа 1979 года.
Спущен на воду 30 мая 1980 года. 23 октября 1982 года вступил в Атлантический флот. 17 мая 1987 года, во время Ирано-Иракской войны, получил тяжёлые повреждения в результате попадания двух ПКР «Экзосет» АМ.39, выпущенных по ошибке иракским истребителем «Мираж» F.1.
С 1987 по август 1988 года проходил ремонт на ВМБ Мейпорт во Флориде.
Выведен в резерв 7 мая 1999 года. Исключен 7 мая 1999 года. Продан фирме «Metro Machime drydock» в Филадельфию для разделки на металл.